# 13860 Neely
13860 Neely este un asteroid din centura principală de asteroizi.

## Descriere
13860 Neely este un asteroid din centura principală de asteroizi. A fost descoperit pe 15 decembrie 1999 la Fountain Hills (Arizona) de Charles W. Juels. Asteroidul prezintă o orbită caracterizată de o semiaxă mare de 3,11 ua, o excentricitate de 0,20 și o înclinație de 17,1° în raport cu ecliptica.